# Kirill Vladimirovič Romanov
Kirill Vladimirovič Romanov (Carskoe Selo, 12 ottobre 1876 – Neuilly-sur-Seine, 12 ottobre 1938) fu un membro della famiglia imperiale russa che, dopo la Rivoluzione Russa e l'uccisione di Nicola II e della sua famiglia, assunse dapprima il titolo di Capo della Famiglia Imperiale e successivamente quello di Imperatore ed Autocrate di Russia.

## Biografia

### Infanzia
Era figlio del granduca Vladimir Aleksandrovič Romanov, fratello minore dello zar Alessandro III di Russia, e di Maria di Meclemburgo-Schwerin (che prese il nome di Maria Pavlovna dopo la conversione all'ortodossia): come nipote in linea diretta di uno zar, ebbe diritto al titolo di granduca col trattamento di Altezza Imperiale.

### Servizio di guerra
Durante la Guerra russo-giapponese servì come ufficiale nella Marina Imperiale Russa: la sua nave, la Petropavlovsk, fu colpita gravemente durante la battaglia di Port Arthur nell'aprile 1904 ed egli, sopravvissuto a stento, fu congedato dal servizio per le ustioni, il trauma alla schiena e il trauma da shock.

### Matrimonio
L'anno seguente sposò l'8 ottobre 1905 una cugina di primo grado, la principessa Vittoria Melita di Sassonia-Coburgo-Gotha, figlia del duca Alfredo di Sassonia-Coburgo-Gotha (secondogenito della Regina Vittoria del Regno Unito) e di Marija Aleksandrovna Romanova, l'unica figlia di Alessandro II. Questo matrimonio fu motivo di scandalo a corte perché la sposa aveva divorziato dal primo marito, suo cugino di primo grado il granduca Ernesto Luigi d'Assia, a sua volta fratello della zarina Alessandra Feodorovna, ed omosessuale. La zarina non aveva mai avuto in simpatia la cugina e cognata, cui attribuiva anche la colpa per la fine del matrimonio col fratello, e dopo le nozze si mise a capo della fazione della Corte che si opponeva al matrimonio: tenuto conto della malattia del figlio Alessio, e della notoria incapacità del fratello dello zar Michele, Kirill era già allora accreditato come possibile successore al trono imperiale. Subito dopo il ritorno della coppia in Russia, Nicola II privò il cugino del titolo di granduca, del trattamento di Altezza Imperiale, della sua posizione nella Marina Imperiale e lo bandì dalla Russia.
Comunque nel 1908, dopo che la morte del granduca Aleksej Aleksandrovič Romanov rese Kirill terzo nella linea di successione al trono, Nicola II gli restituì i gradi nella Marina e la sua posizione a corte, creando sua moglie Granduchessa di Russia, che da allora fu nota come Sua Altezza Imperiale la granduchessa Viktoria Feodorovna. La coppia ebbe tre figli.

### Rivoluzione
Durante la Rivoluzione di febbraio del 1917, dopo l'abdicazione dello zar, Kirill con il suo reggimento andò a giurare fedeltà al governo provvisorio, portando al braccio una fascia rossa sull'uniforme, cosa che gli alienò le simpatie di parte della famiglia imperiale, ma non del governo, che mise poi a sua disposizione un treno per raggiungere la Finlandia, dove nacque il suo ultimogenito. Dopo la Rivoluzione d'ottobre Kirill e Vittoria abbandonarono la Finlandia per andare prima a Coburgo e poi in Francia, dove vissero per il resto della vita.

### Vita all'estero
L'8 agosto 1922 Kirill si proclamò "Protettore del Trono Russo" e due anni dopo, il 31 agosto 1924, assunse il titolo di Imperatore ed Autocrate di Russia: fu noto come lo Zar Sovietico perché, in caso di restaurazione, si espresse per il mantenimento di alcune caratteristiche del regime sovietico. Benché, secondo le leggi dell'impero russo, fosse il primo in linea di successione dopo il massacro dello zar, della sua famiglia e del granduca Michele, le sue pretese al trono furono contrastate, adducendo il motivo che alla sua nascita sua madre era protestante e non ortodossa. Kirill fu sostenuto da quei russi che si definivano "legittimisti" (in russo: легитимисты), sottolineando così la legittimità della successione di Kirill, mentre gli oppositori furono noti come "non-predeterminato" (in russo непредрешенцы), cioè come coloro che credevano che, in conseguenza degli eventi rivoluzionari, fosse necessaria la riunione di un Zemskij sobor per scegliere un nuovo monarca per la Russia. Nel 1922 un cugino dello zar, il Granduca Nicola il Giovane fu proclamato Imperatore da uno Zemskij Sobor riunito nella regione di Priamur'e dal Generale Diterichs.
Kirill ebbe il sostegno maggiore da un gruppo di legittimisti noti come "Mladorossi", un'organizzazione russa di monarchici emigrati che fu molto influenzata dal fascismo - benché tenesse le distanze dagli altri movimenti fascisti: progressivamente l'organizzazione cominciò a mostrare delle simpatie per il Soviet, sostenendo che la monarchia ed i sistemi sovietici dei bolscevichi potevano coesistere pacificamente (il loro slogan era "Zar e Soviet"). Kirill divenne più prudente verso il movimento quando seppe che il suo fondatore, Aleksandr Kazem-Bek, fu visto incontrarsi con un agente dell'OGPU e, in seguito a questo, ne accettò le dimissioni. Il suo unico figlio, Vladimir, mantenne i legami con l'organizzazione fino alla Seconda guerra mondiale: e, alla morte del padre, gli successe come Capo della Famiglia Imperiale, nonostante alcune contestazioni di membri della famiglia.
A seguito della caduta del potere sovietico, i resti di Kirill e di sua moglie furono trasferiti da Coburgo, in Germania, alla Fortezza di San Pietro e San Paolo a San Pietroburgo, tradizionale luogo di sepoltura dei Romanov.

## Discendenza
Il Granduca Kirill e la principessa Vittoria Melita di Sassonia-Coburgo-Gotha ebbero tre figli:
- granduchessa Maria Kirillovna Romanova (2 febbraio 1907 - 27 ottobre 1951), che sposò Carlo, VI Principe di Leiningen
- granduchessa Kira Kirillovna Romanova (9 maggio 1909 - 8 settembre 1967) che sposò il principe Luigi Ferdinando di Prussia
- granduca Vladimir Kirillovič Romanov (30 agosto 1917 - 21 aprile 1992), che divenne pretendente al trono russo alla morte del padre

## Ascendenza
|                                               |                                        |                                           | Genitori                                     |  |  | Nonni |  |  | Bisnonni           |  |  | Trisnonni         |  |
|                                               |                                        |                                           |                                              |  |  |       |  |  | Nicola I di Russia |  |  | Paolo I di Russia |  |
|                                               |                                        |                                           |                                              |  |  |       |  |  | Nicola I di Russia |  |  | Paolo I di Russia |  |
|                                               |                                        | Sofia Dorotea di Württemberg              |                                              |  |  |       |  |  | Nicola I di Russia |  |  |                   |  |
| Alessandro II di Russia                       |                                        |                                           |                                              |  |  |       |  |  | Nicola I di Russia |  |  |                   |  |
|                                               |                                        | Carlotta di Prussia                       | Federico Guglielmo III di Prussia            |  |  |       |  |  |                    |  |  |                   |  |
|                                               |                                        | Carlotta di Prussia                       | Federico Guglielmo III di Prussia            |  |  |       |  |  |                    |  |  |                   |  |
|                                               |                                        | Carlotta di Prussia                       | Luisa di Meclemburgo-Strelitz                |  |  |       |  |  |                    |  |  |                   |  |
| Vladimir Aleksandrovič Romanov                |                                        | Carlotta di Prussia                       |                                              |  |  |       |  |  |                    |  |  |                   |  |
|                                               |                                        | Luigi II d'Assia                          | Luigi I d'Assia                              |  |  |       |  |  |                    |  |  |                   |  |
|                                               |                                        | Luigi II d'Assia                          | Luigi I d'Assia                              |  |  |       |  |  |                    |  |  |                   |  |
|                                               |                                        | Luigi II d'Assia                          | Luisa d'Assia-Darmstadt                      |  |  |       |  |  |                    |  |  |                   |  |
| Maria d'Assia-Darmstadt                       |                                        | Luigi II d'Assia                          |                                              |  |  |       |  |  |                    |  |  |                   |  |
|                                               |                                        | Guglielmina di Baden                      | Carlo Luigi di Baden                         |  |  |       |  |  |                    |  |  |                   |  |
|                                               |                                        | Guglielmina di Baden                      | Carlo Luigi di Baden                         |  |  |       |  |  |                    |  |  |                   |  |
|                                               |                                        | Guglielmina di Baden                      | Amalia d'Assia-Darmstadt                     |  |  |       |  |  |                    |  |  |                   |  |
| Kirill Vladimirovič Romanov                   |                                        | Guglielmina di Baden                      |                                              |  |  |       |  |  |                    |  |  |                   |  |
|                                               | Paolo Federico di Meclemburgo-Schwerin | Federico Ludovico di Meclemburgo-Schwerin |                                              |  |  |       |  |  |                    |  |  |                   |  |
|                                               | Paolo Federico di Meclemburgo-Schwerin | Federico Ludovico di Meclemburgo-Schwerin |                                              |  |  |       |  |  |                    |  |  |                   |  |
|                                               | Paolo Federico di Meclemburgo-Schwerin | Elena Pavlovna Romanova                   |                                              |  |  |       |  |  |                    |  |  |                   |  |
| Federico Francesco II di Meclemburgo-Schwerin | Paolo Federico di Meclemburgo-Schwerin |                                           |                                              |  |  |       |  |  |                    |  |  |                   |  |
|                                               |                                        | Alessandrina di Prussia                   | Federico Guglielmo III di Prussia            |  |  |       |  |  |                    |  |  |                   |  |
|                                               |                                        | Alessandrina di Prussia                   | Federico Guglielmo III di Prussia            |  |  |       |  |  |                    |  |  |                   |  |
|                                               |                                        | Alessandrina di Prussia                   | Luisa di Meclemburgo-Strelitz                |  |  |       |  |  |                    |  |  |                   |  |
| Maria di Meclemburgo-Schwerin                 |                                        | Alessandrina di Prussia                   |                                              |  |  |       |  |  |                    |  |  |                   |  |
|                                               |                                        | Principe Enrico LXIII di Reuss-Köstritz   | Principe Enrico XLIV di Reuss-Köstritz       |  |  |       |  |  |                    |  |  |                   |  |
|                                               |                                        | Principe Enrico LXIII di Reuss-Köstritz   | Principe Enrico XLIV di Reuss-Köstritz       |  |  |       |  |  |                    |  |  |                   |  |
|                                               |                                        | Principe Enrico LXIII di Reuss-Köstritz   | Baronessa Guglielmina di Geuder              |  |  |       |  |  |                    |  |  |                   |  |
| Augusta di Reuss-Köstritz                     |                                        | Principe Enrico LXIII di Reuss-Köstritz   |                                              |  |  |       |  |  |                    |  |  |                   |  |
|                                               |                                        | Contessa Eleonora di Stolberg-Wernigerode | Conte Enrico di Stolberg-Wernigerode         |  |  |       |  |  |                    |  |  |                   |  |
|                                               |                                        | Contessa Eleonora di Stolberg-Wernigerode | Conte Enrico di Stolberg-Wernigerode         |  |  |       |  |  |                    |  |  |                   |  |
|                                               |                                        | Contessa Eleonora di Stolberg-Wernigerode | Principessa Giovanna di Schonburg-Waldenburg |  |  |       |  |  |                    |  |  |                   |  |
|                                               |                                        | Contessa Eleonora di Stolberg-Wernigerode |                                              |  |  |       |  |  |                    |  |  |                   |  |